# Gangster Ka
Gangster Ka je český kriminální thriller, který natočil režisér Jan Pachl podle námětu Jaroslava Kmenty, autora knihy Padrino Krejčíř. Pojednává o kontroverzním podnikateli Radovanu Krejčířovi, jehož ztvárnil Hynek Čermák. Natáčení začalo v listopadu 2014, premiéra se uskutečnila 10. září 2015.

## Osoby a obsazení
- Radim Kraviec[pozn. 1] alias Káčko (Radovan Krejčíř) – Hynek Čermák
- jeho manželka Sandra (Kateřina Krejčířová) – Vlastina Svátková
- Libor Kraviec starší (Lambert Krejčíř) – Jaromír Hanzlík
- Dardan – Predrag Bjelac
- mjr. Lánský – Filip Čapka
- Nela Lánská – Eva Kodešová
- JUDr. Emil Polanecký (Tomáš Sokol) – Jan Vlasák
- Jiří Javorský – Marian Roden
- Josef Sivák (Vlastimil Spěvák) – Alexej Pyško
- Vratislav Milota (František Mrázek) – Miroslav Etzler
- Ministr Milan Klein (Stanislav Gross) – Tomáš Jeřábek
- Policista Jaroslav Hakl – Zdeněk Žák
- Plukovník Foltman – Stanislav Majer
- Soudkyně Jiřina Holasová – Olga Ženíšková
- Celník Barták – Václav Chalupa
- Vrátná Kopecká – Hana Benešová

## Ocenění
Film získal dvě nominace na Českého lva v kategorii nejlepší mužský herecký výkon v hlavní roli pro Hynka Čermáka a v kategorii nejlepší mužský herecký výkon ve vedlejší roli pro Predraga Bjelaca.